# رزاق أحمد
رزاق أحمد (6 نيسان 1978 - ) ممثل عراقي مواليد بغداد،

## المشوار الفني
بدا مشوار الفني من خلال خشبة المسرح في عام 1998 وكان أول عمل له في مسرحية ابن البلد)من إخراج محسن العلي وبطولة قاسم الملاك وخليل ابراهيم وايناس طالب وعرض على خشبة المسرح الوطني.

## أعمال
شارك في عدة أعمال واهمها مسلسل الدرس الأول.
- 2021 – قسطرة (مسلسل)، من إخراج: سوران علي وتأليف: حسين النجار
- 2020 – فرارات (مسلسل)، من إخراج وتأليف مهند حسن
- 2020 – عشرين عشرين (مسلسل)، دور البطولة، من إخراج: إيهاب الراشد، وتأليف: علي الشجيري (سيناريو وحوار) ورزاق أحمد (قصة)
- 2020 – نعيم وحليمة (مسلسل)، في دور نعيم، من إخراج: زياد علي وانس العزاوي (مساعد مخرج) وتأليف: فاضل عباس
- 2018 – استراحة العراقية (برنامج كوميدي عائلي)
- 2013 – التيتي جابي القطار (مسلسل)، في دور «عيد»، من تأليف قاسم الملاك وإخراج جمال عبد جاسم.[1]
- 2012 – الدرس الأول (مسلسل) من إخراج: جمال عبد جاسم وتأليف: فالح حسين العبد الله.[2]
- 2012 – سبايكي (مسلسل)